# Láser ultra intenso
Aunque especificar una división puede ser bastante arbitrario, se puede considerar como láser ultra intenso a aquel con el que se pueden conseguir intensidades superiores a los 1015 W cm-2. Esta intensidad, que fue el límite superior de los láseres hasta la invención de la técnica Chirped Pulse Amplification, CPA, es el valor alrededor del cual empiezan a aparecer efectos no lineales en el transporte de la radiación en materiales. Actualmente, los láseres más potentes alcanzan intensidades del orden de 1021W cm-2 y potencias de Petavatios, PW, en cada pulso. Este rango de intensidades ha abierto para los láseres la puerta a multitud de disciplinas y áreas científicas tradicionalmente reservadas a aceleradores y reactores nucleares, postulándose como generadores de haces de electrones, iones, neutrones y fotones de alta energía, sin necesidad de un costosa infraestructura. Estas perspectivas han sido puestas de manifiesto por el panel de expertos de la OCDE que recomiendan a los gobiernos apoyar el desarrollo y la aplicación de láseres ultra intensos y crear comités internacionales como ICUIL que articulen la investigación. Las perspectivas de evolución existentes indican que estos láseres alcanzarán potencias de hasta 1018(Exavatios, EW) e incluso 1021(Zettavatios, ZW), lo cual va a permitir en un futuro no muy lejano explorar uno de los temas claves de la física actual como es la estructura del vacío cuántico.
El proyecto europeo Extreme Light Infrastructure, ELI es actualmente la propuesta más ambiciosa de construir el láser más intenso del mundo.

## Técnicas para conseguir pulsos ultra intensos
La potencia de un pulso láser viene dada por el cociente entre su energía y su duración, P = E/Δt. Por otro lado, la intensidad considera el área sobre la cual se hace incidir esa potencia y viene dada por la expresión I = P/A. Así, resulta claro que para conseguir pulsos cada vez más intensos se necesita aumentar la energía de los mismos, disminuir su duración o focalizarlos en áreas más pequeñas. Desde la creación del láser, la duración de los pulsos se ha ido reduciendo hasta valores que alcanzan actualmente los cientos de attosegundos, i.e. 10-16 s). Sin embargo, durante años la amplificación de energía ha estado limitada por las propiedades ópticas del material amplificador en el cual, a intensidades superiores a 1015 W cm-2, se producían efectos no lineales que causaban modificaciones en la propagación de la onda y daños en el material. Con la invención de la técnica Chirped Pulse Amplification, CPA, en el año 1985 se superó esta limitación y actualmente se puede seguir aumentando la intensidad de los pulsos hasta valores por encima de los ya indicados. Brevemente, esta técnica consiste en estirar el pulso en el tiempo previamente a su amplificación en energía, mediante redes de dispersión. Una vez estirado, se procede a amplificar sin que en ningún momento se rebase el valor umbral de intensidad por encima del cual se dañaría el medio material. Finalmente, el pulso se comprime en el tiempo de una manera similar a como se hace el estiramiento, alcanzando valores elevados de intensidad. Por último, el aumento de la intensidad reduciendo el área de focalización del pulso tiene una limitación natural que es la que viene dada por la longitud de onda debido al límite de difracción.

## Ejemplos de láseres ultra intensos
A continuación se dan ejemplos de láseres ultra intensos que, básicamente, podemos dividir en dos tipos: láseres de pulsos muy energéticos en instalaciones a gran escala y los láseres compactos de pulsos ultra cortos de alta repetición.

### Instalaciones láser a gran escala
Lo que motivó a construir estos láseres de pulsos muy energéticos fue, fundamentalmente, la investigación en fusión nuclear mediante láser. Las características típicas de un pulso láser en instalaciones a gran escala son energías de kilojulios, KJ, y duraciones de nano o pico segundos, lo que proporciona potencias de hasta varios PW e intensidades máximas de 1021 W cm-2. Al ser pulsos muy energéticos son sistemas que requieren de un tiempo para enfriarse lo que implica que el período entre disparo y disparo suele ser grande (desde algunos minutos hasta horas). En estos láseres la amplificación de energía en CPA no se consigue con un único medio material (normalmente Neodimio, Nd) sino que se emplea un sistema de preamplificación del pulso y después se amplifica de nuevo mediante una combinación de Neodimio fosfato y Neodimio silicato.
Algunos láseres de ese tipo relacionados con la fusión inercial aparecen en la siguiente tabla:

### Láseres compactos de pulsos ultra cortos y alta repetición
Los láseres compactos de alta repetición son capaces de alcanzar los mismos valores de intensidad que los anteriores en pulsos menos energéticos (del orden de algunos J) y de menor duración (algunos femtosegundos). Estos equipos de pulsos ultra cortos requieren de menos amplificación para alcanzar potencias de TW o PW lo que permite por un lado reducir su tamaño de manera considerable y por otro conseguir disparos con mayor frecuencia (típicamente de 10 Hz). Por su tamaño y precio más reducido son los láseres ultra intensos más extendidos en universidades y centros de investigación. Por los mismos motivos, serán estos mismos los que encuentren más fácilmente uso en futuras aplicaciones en hospitales e industrias.

## Aplicaciones
Cuando un pulso ultra intenso se hace incidir sobre un blanco se generan un gran número de electrones, iones y radiación electromagnética muy intensa. En gran medida, es esta característica como fuente de radiación, junto a su habilidad de acelerar partículas cargadas lo que ha hecho que los láseres ultra intensos tengan ahora y en el futuro un gran número de aplicaciones que les convierta en una herramienta indispensable en muchos campos.

### Acelerador de carga
La luz láser es una onda EM y como tal puede acelerar partículas cargadas, como predice la fuerza de Lorentz

f = q ( E + v x B )

Mientras que la aceleración de cargas libres mediante este método es bastante limitado, a finales de los 70 se descubrió que si esa aceleración se realizaba sobre las cargas de un plasma se podían obtener campos aceleradores mucho mayores que en el vacío. Así, mientras que los aceleradores lineales convencionales están limitados por la ruptura dieléctrica a valores de 20 MV/m, (valores para los cuales se ionizan las paredes de la estructura), los plasmas son gases ya ionizados y por tanto impermeables a la ruptura dieléctrica con lo que se pueden conseguir campos de aceleración hasta 1000 veces mayores. Entre los mecanismos de aceleración de electrones cabe destacar WFA (Wake|field acceleration), que consiste en excitar un plasma mediante láser de manera que se produzca un haz de electrones monoenergético. Otro importante mecanismo de aceleración de iones es TNSA (Target Normal Sheath acceleration) aunque no se limitan sólo a ese.

### Fuente de radiación
Como se ha mencionado, cuando un haz láser intenso interacciona con un blanco sólido se producen haces de electrones e iones tanto en la parte frontal como en la parte posterior del blanco. Los electrones generados que en muchos casos alcanzan velocidades relativistas pueden generar por Bremsstrahlung y por interacción con otro medio fotones de alta energía (rayos gamma, rayos X). A su vez, estos rayos pueden desencadenar reacciones nucleares y originar subproductos como neutrones y partículas alfa. Del mismo modo, iones suficientemente rápidos pueden también inducir reacciones nucleares y convertirse también en fuentes secundarias de subproductos de la reacción. Así, a partir de un pulso láser ultra intenso se pueden generar toda una serie de haces de partículas para su posterior aplicación. Una de las virtudes de usar láseres cómo fuente de radiación es que permiten, hasta cierto punto, controlar las propiedades de los haces de partículas generados. Estas propiedades vendrán definidas por parámetros como la intensidad del haz láser, el grosor y composición del blanco, el ángulo de incidencia, etc.

### Física nuclear
Como se señaló anteriormente, uno de los principales impulsores del desarrollo de los láseres ultra intensos fue la fusión por confinamiento inercial. Sin embargo, son muchos otros aspectos de la física nuclear en los que estos láseres tienen aplicación como se enumera a continuación.

#### Fisión inducida
Los electrones acelerados por láser pueden dar lugar a fotones de alta energía al interaccionar con núcleos de alta Z que a su vez, pueden inducir reacciones de fisión en diferentes blancos. El proceso se puede describir como: generación de un plasma relativista, aceleración de electrones, conversión por bremsstrahlung y finalmente irradiación de estos fotones sobre un material actínido.

#### Transmutación
Los láseres ultra intensos podrían ser una solución para el problema del tratamiento de residuos nucleares tóxicos ya que pueden inducir transmutaciones. Los rayos gamma generados por láser se emplearían en irradiar los residuos de larga vida media para convertirlos en otros de vida media menor.

#### Excitación de Isómeros
A intensidades del orden de 1016-1018 W cm-2 se puede influenciar el núcleo atómico mediante la generación de electrones y rayos X de energías de KeV que pueden inducir la excitación de isómeros nucleares de baja energía, permitiendo el estudio de esos isómeros.

#### Medidas de secciones eficaces
Los láseres ultra intensos ya se han utilizado para realizar medidas de secciones eficaces de reacciones nucleares utilizándolos como fuentes de radiación (rayos gamma) que disparan la reacción.

### Medicina

#### Producción de radioisótopos
Actualmente los isótopos para la tomografía por emisión de positrones, PET, se producen utilizando un ciclotrón o un generador de Van de Graaff por medio de reacciones (p, n) o (p, α). Los láseres podrían ser la fuente de protones necesaria para esa reacción y una solución viable para la fabricación in-situ de radioisótopos en hospitales.

#### Imagen
El uso de estos rayos X intensos producidos por láser ofrece nuevas posibilidades para imagen médica. Al ser la fuente de rayos X generada por láser de tamaño micrométrico (<10μm) estas imágenes contarían con una resolución mucho mayor que la proporcionada por los sistemas actuales.

#### Tratamientos del cáncer
El láser al interaccionar con el blanco genera iones energéticos que servirían para irradiar tumores. Hasta este momento, los protones más energéticos generados con un láser de alta intensidad tienen energías de hasta 60 MeV. Tumores situados en zonas profundas del cuerpo humano requieren haces de protones de 200 MeV, por lo que aún se está lejos de hacer terapia in-situ por láser. A pesar de que esta aplicación está todavía en vías de desarrollo, varios grupos están experimentando con fuentes de protones de baja energía de hasta unos pocos MeV para estudios biológicos, por ejemplo la ruptura de la doble hélice de ADN en células cancerosas.

### Energía/Fusión
Láseres ultra intensos se utilizan en fusión por confinamiento inercial para comprimir y calentar el deuterio y tritio hasta alcanzar las condiciones de densidad y temperatura necesarias para la fusión y la ignición. Se espera que la National Ignition Facility demuestre la viabilidad de este proceso de fusión como fuente de energía a principios de 2011.

### Militares
Los pulsos láser ofrecen importantes ventajas frente a otro tipo de armamento puesto que se desplazan a la velocidad de la luz siguiendo una trayectoria rectilínea. Como ejemplo de proyectos sobre láseres en aplicaciones militares encontramos Advanced Tactical Laser, ATL, HELTD y Airborne Laser, ABL.

### Atmosférico
Un pulso láser intenso y ultracorto tiene capacidad para ionizar el aire creando así una vía conductora que permitiría dirigir descargas eléctricas, i.e. rayos, hacia lugares donde no revistan peligro. Según evolucione la tecnología se podrían tener sistemas láser cada vez más pequeños y transportables cuya utilidad sería proteger instalaciones, aeropuertos… Un proyecto en esta área de trabajo es Teramobile.

## Nueva física a altas intensidades
Cuando se alcancen intensidades ~ 1025 W cm-2 se podrá empezar a hacer estudios relacionados con el vacío cuántico y corroborar experimentalmente algunos aspectos de la Electrodinámica Cuántica. Fenómenos relacionados con el vacío cuántico como el efecto Casimir, la dispersión fotón-fotón y creación de pares virtuales podrán ser investigados con pulsos ultra intensos.